# WFAA
WFAA est une station de télévision américaine située à Dallas, Texas appartenant à Tegna Inc. et affiliée au réseau ABC.

## Histoire
La station est entrée en ondes le 17 septembre 1949 sous les lettres KBTV en tant qu'affilié au réseau DuMont. Elle a été achetée par Belo Corporation le 13 mars 1950 et est devenu WFAA-TV une semaine plus tard, lettres provenant de la station de radio WFAA. WFAA est l'une des seules stations à l'ouest du Mississippi dont les lettres d'appel commencent par un W au lieu d'un K, précédant la politique de la FCC.
En 1950, WFAA s'est affilié au réseau NBC et seconde affiliation à ABC. La programmation de NBC est allée à WBAP-TV en 1957 lorsqu'ils ont commencé à couvrir le marché de Dallas, laissant l'affiliation primaire ABC à WFAA.
WFAA a été pionnier dans la technologie : salle de nouvelle informatisée, l'utilisation d'un hélicoptère, camions de reportages en direct, lien micro-onde, la première à diffuser en numérique sur la bande VHF le 27 février 1998 et les premiers bulletins de nouvelles en haute définition. Encore aujourd'hui, elle est l'une des seules stations ABC qui diffuse dans le format 1080i (les autres sont en 720p).

## Télévision numérique terrestre
| Canal virtuel | Image | Ratio | Programmation                          |
| ------------- | ----- | ----- | -------------------------------------- |
| 8.1           | 1080i | 16:9  | Programmation principale WFAA / ABC HD |
| 8.2           | 480i  | 16:9  | The Local AccuWeather Channel (en)     |
| 8.3           | 480i  | 16:9  | Justice Network (en)                   |
| 8.4           | 480i  | 16:9  | Quest (en)                             |

WFAA diffuse aussi un signal de télévision mobile sur le canal 8.1.